# Monument în memoria ostașilor consăteni căzuți în 1941-1945 (Șuri)
Monumentul în memoria ostașilor consăteni căzuți în 1941-1945 este un monument amplasat în Șuri, raionul Drochia, Republica Moldova. Este un monument istoric de importanță națională inclus în Registrul monumentelor Republicii Moldova ocrotite de stat cu nr. 644 (raionul Drochia). Datează din 1977.